# Wudanzhen
Wudanzhen, Wudan (chiń. 乌丹镇) – miasto leżące w północno-wschodnich Chinach, siedziba chorągwi Ongniud Qi.